# Парцела
Парце́ла (Парцеля) (фр. parcelle від лат. particula — частка) — невелике селянське земельне володіння часів пізньої Римської імперії та середньовіччя.
Парцеля (media area) була основою домоволодіння міщан середньовічних міст, зокрема на теренах України, закладених на магдебурзькому праві. По периметру парцелі міщанин був зобов'язаний звести межовий мур. Забудова на парцелі складалась з фасадної будівлі та господарської забудови, флігеля на її тилах. При поділі спадку, продажі парцелі могли ділитись навпіл (quartali area), на чверть (octoulari area) або докуповуватись сусідні (integra area). Достойники міста - війт, парох, власник отримували повноцінну ділянку (дворище) у дві міщанські парцелі - curia.